# 玉野駅
玉野駅（たまのえき）は、愛知県一宮市玉野字河端19番地にある、名古屋鉄道尾西線の駅である。駅番号はBS08。

## 概要
一宮市に所在する鉄道駅では最西端、最南端に位置する。尾西線では当駅と開明駅のみ旧尾西市内に位置する。普通列車停車駅であり、道路（終日歩行者専用）のすぐ横に駅がある。玉野 - 萩原間には桜の名所萬葉公園があり、玉野 - 山崎間では車内から銀杏の黄葉を見ることができる。
本数は毎時4本で、名鉄名古屋まで約40分、名鉄一宮まで約15分、津島まで約18分で結ぶ。市内のほか、自動車以外の交通手段が少ない津島市、愛西市、稲沢市西部の会社員や、駅近辺の高等学校に通う生徒の通勤・通学手段であり、また新聞等の輸送も行っている。

## 歴史
- 1924年（大正13年）10月1日 - 尾西鉄道の駅として開業[1]。
- 1925年（大正14年）8月1日 - 名古屋鉄道が尾西鉄道を買収。名鉄尾西線となる。
- 1948年（昭和23年）11月1日以前 - 無人化[2]。
- 2007年（平成19年）12月14日 - SFトランパス導入[3]（この頃までに駅舎完成。駅出入り口が1つになる）。
- 2011年（平成23年）2月11日 - ICカードmanaca導入。
- 2012年（平成24年）2月29日 - トランパス供用終了。

## 駅構造
4両編成まで対応した単式1面1線のカーブしているホームを持つ地上駅。ホーム形状は三河線（山線）の平戸橋駅と似ている。カーブしている場所にホームを建設したため、ホームは大きく湾曲しており、ホームと電車の間に隙間と段差が生じている。これにより、他の尾西線各駅での到着では流れない「ホームと電車の間が開いています。足元にご注意ください」という旨の自動アナウンスが当駅到着の際車内に流れる。また、ホームにはミラー・モニターテレビが設置されている。
現在の駅は駅舎建築の際に北側一部ホームを撤去し、その分南側にホーム延長したため、自動改札導入以前の駅とホームの場所と入り口の場所が異なっている。
簡易委託乗車券発売駅であったが、2007年10月25日をもって玉小商店での販売が終了した。新たに設置された自動券売機は当初2台設置されていたが、現在は1台（ICカード未対応タイプ）のみ。自動精算機も1台設置済み。
2台設置されている自動改札機（1台はICカード専用タイプ）でmanacaが利用可能である。上屋は約1両分。ホームにはアサヒ飲料の自動販売機が1台設置されている。
| 路線                         | 方向 | 行先         | 備考                                         |
| ---------------------------- | ---- | ------------ | -------------------------------------------- |
| BS 尾西線 （名鉄一宮〜津島） | 上り | 名鉄一宮ゆき |                                              |
| BS 尾西線 （名鉄一宮〜津島） | 下り | 津島方面     | 津島経由須ヶ口・名古屋方面の列車は平日朝のみ |

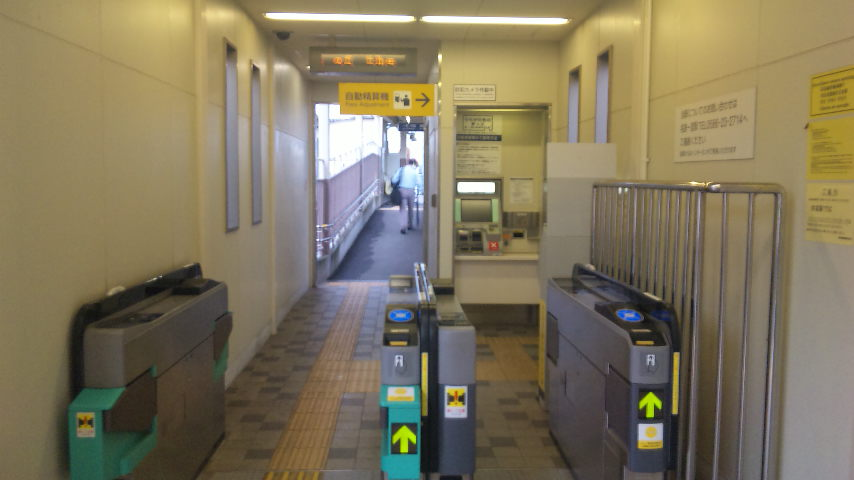
改札口
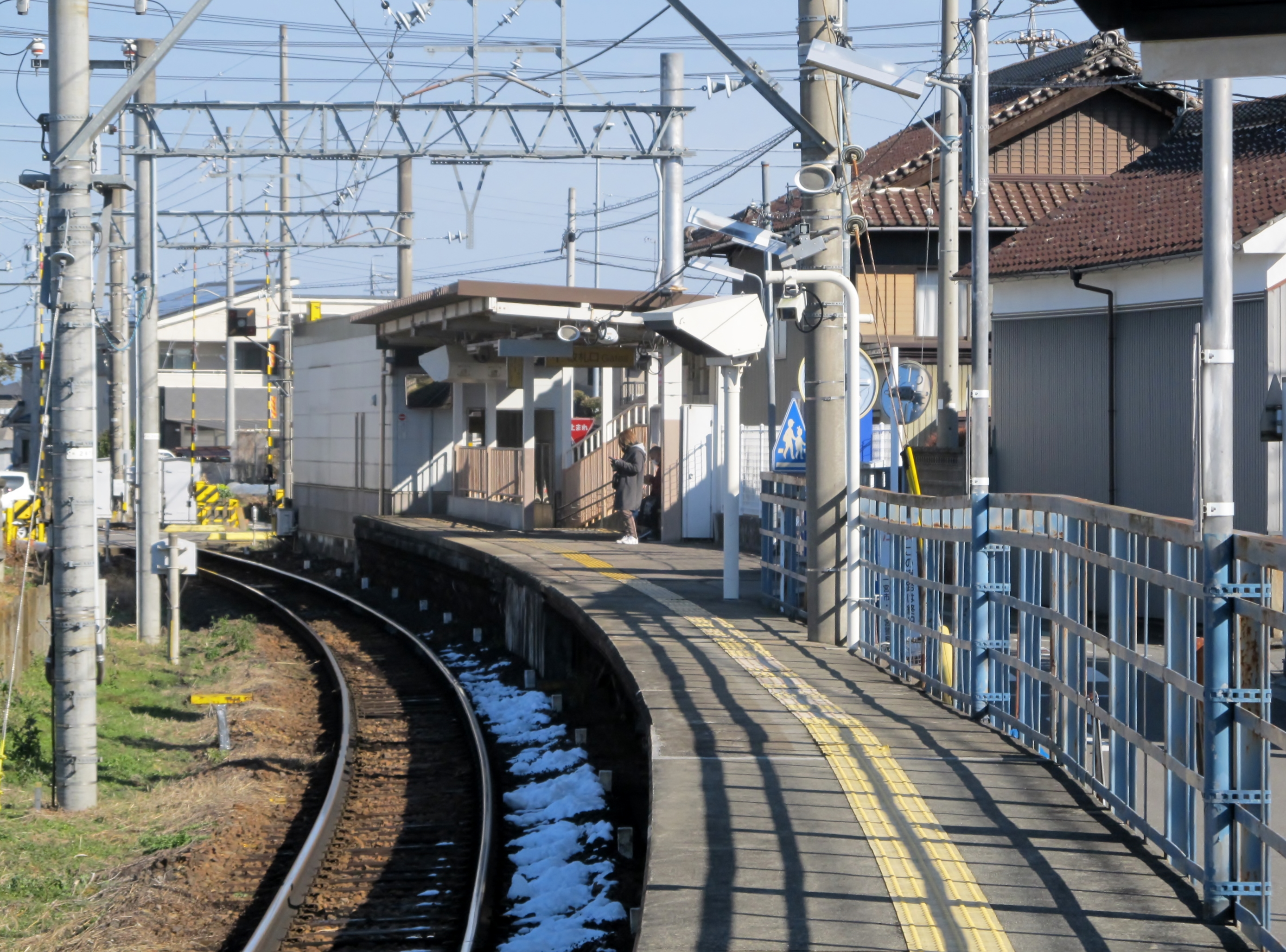
ホーム
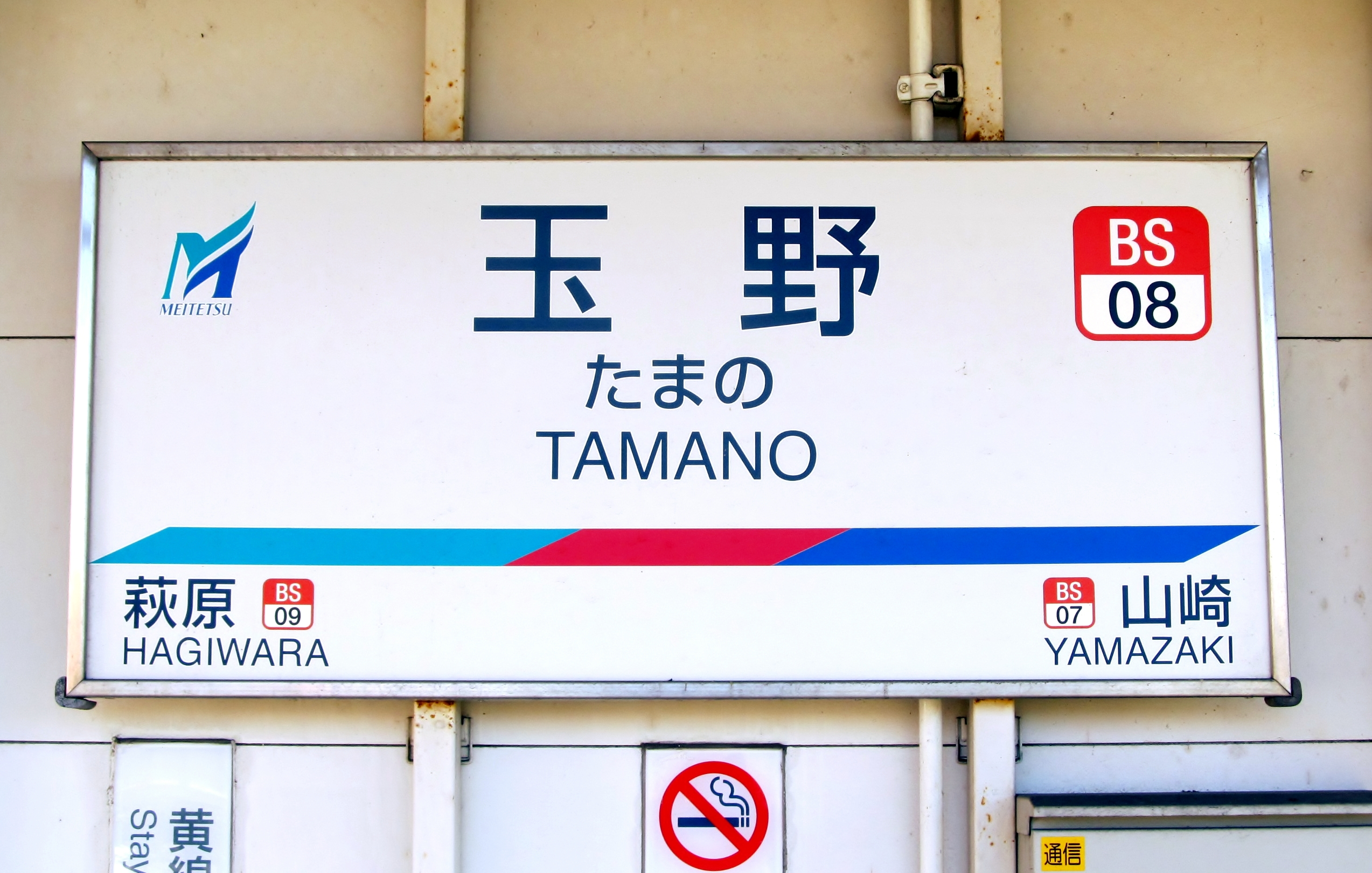
駅名標

### 配線図
| ← 名鉄一宮方面 | 玉野駅 構内配線略図 | → 津島方面 |
| 凡例 出典:     |                     |            |

## 利用状況
- 「移動等円滑化取組報告書」によると、2020年度の1日平均乗降人員は789人であった[8]。
- 『名鉄120年：近20年のあゆみ』によると2013年度当時の1日平均乗降人員は979人であり、この値は名鉄全駅（275駅）中225位、尾西線（22駅）中18位であった[9]。
- 『名古屋鉄道百年史』によると1992年度当時の1日平均乗降人員は1,022人であり、この値は岐阜市内線均一運賃区間内各駅（岐阜市内線・田神線・美濃町線徹明町駅 - 琴塚駅間）を除く名鉄全駅（342駅）中218位、尾西線（23駅）中15位であった[10]。
- 『愛知統計年鑑』によると1日平均の乗車人員は2010年度438人である。平成22年度の年間乗車人員は159,710人、そのうち定期利用者は127,950人だった。

## 駅周辺
- 日光川
- 野田養鶏園
- ファミリーマート一宮玉野店
- 名古屋ヤクルト販売玉野センター
- カネスエ玉野センター
- 新堀川排水機場
- 愛知県立尾西高等学校（自転車15分[11]）
- 一宮市立尾西第二中学校
- 一宮市立朝日東小学校
- 一宮市立朝日東保育園
- 竹腰城跡（徒歩25分）
- 八剱神社
- 光願寺
- 津島社
- 恵日寺
- 善福寺
- 宝勝禅寺
- 古川白龍大龍神
- 水抜門（旧尾西鉄道時代の鉄橋）
- 東玉野公民館
- 中玉野公民館
- 中部矢崎タコグラフサービス一宮センター
- フジミインコーポレーテッド稲沢工場
- 県道135号羽島稲沢線
- いわはし動物の病院
- 一宮市営住宅玉野団地
- 阿古井池公園（阿古池）
- 広口池緑地（広口池）

## バス路線
- 稲沢市コミュニティバス接続便 「横野」停留所
- i-バスミニ｢玉野駅」停留所
  - 以前は一宮市循環バス i-バス尾西南コース「玉野駅」バス停も設置されていたが、平成25年10月1日のダイヤ改正により廃止された。

## 隣の駅
名古屋鉄道
BS 尾西線（名鉄一宮〜津島） 
山崎駅（BS07） - 玉野駅（BS08） - 萩原駅（BS09）